# ОШ „Владимир Перић Валтер” Пријепољe
ОШ „Владимир Перић Валтер” Пријепољe је матична осморазредна школа, која у свом саставу има и Издвојенa одељењa четвороразредни школа у Залугу, Душманићима, Кучину и Џурову. Школа од 1959. године школа добија име народног хероја Владимира Перића Валтера.
Школа је основана је 1830. године као прва школа у ширем подручју Полимља, а била је центар просветитељског рада за пријепољски крај и шире. Први ђаци ове школе учили су писменост у згради која се налазила у порти цркве Светог Василија Острошког у Пријепољу. Прва школска зграда у Пријепољу, наменски грађена за школу, подигнута је око 1852. године.
Године 1868. пријепољска школа је имала 40 ученика и њу су похађала само мушка деца. Две године касније, 1890. године, ову школу почињу масовније похађати и женска деца. Тада је и основана прва женска основна школа у Пријепољу, до 1907. године када се укида женска школа и школа почиње радити као мешовита.
У послератном периоду, све до 1959. године, у Пријепољу је постојала само четвороразредна основна школа и потпуна Државна мешовита реална гимназија са ученицима од првог до осмог разреда. Садашња зграда основне школе изграђена је 1962. године, а коначно завршена 1974. године доградњом нових учионица и кабинета за музичку културу, физику, хемију, биологију, ликовну културу, док је фискултурна сала почела да се гради те 1974. године.
Највећи број ученика школа је имала школске 1979/80. године. Било их је 2219. У саставу  школе биле су четвороразредне школе у Ратајској, Горњој и Доњој Дренови, Ташеву и Џурову.